# Norbert Oettinger
Norbert Oettinger (* 12. Juni 1949 in Wien) ist ein deutscher Indogermanist.

## Leben
Er studierte von 1968 bis 1973 Indogermanistik, Indoiranistik, Altorientalistik und Klassische Philologie in Erlangen, Marburg und Würzburg. Nach der Promotion zum Dr. phil. 1976 an der Universität Erlangen war er als Akademischer Rat an der Universität München tätig, wo 1984 die Habilitation erfolgte. 1986 wurde er Professor für Allgemeine und Indogermanische Sprachwissenschaft in Augsburg und 2000 ordentlicher Professor für Vergleichende Indogermanische Sprachwissenschaft in Erlangen.
Die Schwerpunkte seiner Forschung liegen bei der hethitischen Sprache, Indoiranistik, vergleichender Morphologie indogermanischer Sprachen sowie Religionsgeschichte.
Seit 2006 ist Oettinger Mitglied der Bayerischen Akademie der Wissenschaften.

## Schriften (Auswahl)
- Die Militärischen Eide der Hethiter. Wiesbaden 1976.
- Die Stammbildung des hethitischen Verbums. Nürnberg 1979.
- Untersuchungen zur avestischen Sprache am Beispiel des Ardvīsūr-Yašt. Unpublizierte Habilitationsschrift, eingereicht 1983 an der Ludwig-Maximilians-Universität München.
- „Indo-Hittite“-Hypothese und Wortbildung. Innsbruck 1986.
- Die Stammbildung des hethitischen Verbums. Dresden 2002.
- Gab es einen Trojanischen Krieg? Zur griechischen und anatolischen Überlieferung. München 2007.
- mit Peter Högemann: Das Reich der Lyder. Ein altanatolischer Staat zwischen dem Orient und Griechenland. Berlin 2018.